# Hugo Villaverde
Pour les articles homonymes, voir Villaverde.
Hugo Eduardo Villaverde, né le 27 janvier 1954 à Santa Fe (Argentine) et mort le  17 novembre 2024, est un joueur de football argentin.

## Biographie
Villaverde commence sa carrière professionnelle en 1973 avec un des clubs de sa ville natale, le Colón de Santa Fe à l'âge de 19 ans.
En 1975, il rejoint un des géants de la capitale, à savoir le Club Atlético Independiente, club dont il devient un des joueurs clés durant les années 1970 et 1980. Il remporte quatre titres de champion d'Argentine la Copa Libertadores 1984 et la Coupe intercontinentale 1984.
Villaverde a joué avec l'équipe d'Argentine en 1979, mais ne rejoue plus jamais sur la scène internationale après sa blessure lors d'un match amical contre l'Écosse.

## Palmarès
| Saison             | Club          | Titre                      |
| ------------------ | ------------- | -------------------------- |
| 1977 Nacional      | Independiente | Primera División Argentina |
| 1978 Nacional      | Independiente | Primera División Argentina |
| 1983 Metropolitano | Independiente | Primera División Argentina |
| 1984               | Independiente | Copa Libertadores          |
| 1984               | Independiente | Coupe intercontinentale    |
| 1988-89            | Independiente | Primera División Argentina |